# Copa Asia de Fútbol de ConIFA de 2023
La Copa Asia de Fútbol de ConIFA de 2023 fue la primera edición de la Copa Asia organizada por ConIFA. Se jugó del 4 al 8 de agosto en Alcochete, Portugal.
En esta primera edición participaron tres equipos, Tíbet, Hmong y Tamil Eelam.
Tamil Eelam salió campeón la Copa Asia de Fútbol ConIFA. Hmong terminó en segundo lugar en el torneo. Tíbet terminó en tercer lugar en la competencia.

## Historia
El seleccionado nacional del Tíbet se encontró con el 14º Dalai Lama Tenzin Gyatso antes de partir para la Copa Asiática de Fútbol ConIFA. Por primera vez en su historia, la selección del Tíbet estuvo representada por jugadores de 4 continentes y seis países (Estados Unidos, Canadá, Francia, Suiza, Australia e India). Ocho jugadores tibetanos de la India no pudieron viajar a Portugal para el torneo debido a problemas con la visa. Tamil Eelam participó en su primera Copa Asia de Fútbol ConIFA. La federación de fútbol Hmong creó una selección para la comunidad Hmong y participa en su primera competencia.

## Participantes
- Tamil Eelam
- Hmong
- Tíbet

## Clasificación
| Pos. | Equipo      | Pts. | PJ | G | E | P | GF | GC | Dif. | Clasificación 2023      |
| ---- | ----------- | ---- | -- | - | - | - | -- | -- | ---- | ----------------------- |
| 1    | Tamil Eelam | 6    | 2  | 2 | 0 | 0 | 6  | 1  | +5   | Clasificados a la final |
| 2    | Hmong       | 3    | 2  | 1 | 0 | 1 | 5  | 7  | −2   | Clasificados a la final |
| 3    | Tíbet       | 0    | 2  | 0 | 0 | 2 | 5  | 8  | −3   |                         |

Actualizado a los partidos jugados el 19 de junio de 2022.
 Fuente: [? ]

## Fixture

### Primera fase
| Fecha               | Lugar     |             |  | Resultado |  |             |
| ------------------- | --------- | ----------- |  | --------- |  | ----------- |
| 4 de agosto de 2023 | Alcochete | Hmong       |  | 0:3       |  | Tamil Eelam |
| 5 de agosto de 2023 | Alcochete | Hmong       |  | 5:4       |  | Tíbet       |
| 6 de agosto de 2023 | Alcochete | Tamil Eelam |  | 3:1       |  | Tíbet       |

### Final
| Fecha               | Lugar     |             |  | Resultado |  |       |
| ------------------- | --------- | ----------- |  | --------- |  | ----- |
| 8 de agosto de 2023 | Alcochete | Tamil Eelam |  | 3:1       |  | Hmong |

## Campeón
| Copa Asia de Fútbol de ConIFA 2023 |
| ---------------------------------- |
|                                    |
| Tamil Eelam 1º Título              |

## Clasificación final
| Pos | Equipo      | PJ | G | E | P | GF | GC | DG | Pts |
| --- | ----------- | -- | - | - | - | -- | -- | -- | --- |
| 1   | Tamil Eelam | 3  | 3 | 0 | 0 | 9  | 2  | +7 | 9   |
| 2   | Hmong       | 3  | 1 | 0 | 2 | 6  | 10 | -4 | 3   |
| 3   | Tíbet       | 2  | 0 | 0 | 2 | 5  | 8  | -3 | 0   |

## Goleadores
| Jugador        | Selección   | Goles |
| -------------- | ----------- | ----- |
| S. Nirunthan   | Tamil Eelam | 4     |
| Matt Lee       | Hmong       | 3     |
| S. Atchuthan   | Tamil Eelam | 2     |
| C. Regize      | Tamil Eelam | 2     |
| U. Senthuran   | Tamil Eelam | 1     |
| Nathan Moua    | Hmong       | 1     |
| Ayden Lee      | Hmong       | 1     |
| Alex Fernandez | Hmong       | 1     |
| Pema Lhundup   | Tíbet       | 1     |
| Pema Norbu     | Tíbet       | 1     |
| Tenzin Thabkhe | Tíbet       | 1     |
| Tenzin Thardoe | Tíbet       | 1     |
| Kunphel Sinha  | Tíbet       | 1     |

## Distinciones individuales
| Premio              | Jugador      |
| ------------------- | ------------ |
| Mejor portero       | Sunny Vang   |
| Goleador            | S. Nirunthan |
| Mejor jugador       | C. Regize    |
| Mejor jugador joven | Nathan Moua  |
| Premio juego limpio | Tíbet        |